# 天石門別神
天石門別神（日语：アメノイワトワケノカミ）為《古事記》的記述，又記作櫛石窗神（（日語）クシイワマドノカミ）、豐石窗神（（日語）トヨイワマドノカミ），祂是日本神話裡出現的神明；另有別名天岩間別神。

## 概要

### 古事記之記載
依據《古事記》上卷記載的天孫降臨故事中，天照大御神賜八尺瓊勾玉、八咫鏡、天叢雲劍等三神器給邇邇藝命，並遣思金神、手力男神、天石門別神轉諭邇邇藝命曰：「八咫鏡就像我（意指天照大神）的魂魄，所以你祭拜這些物品就要像奉祀我一樣尊崇。我將會派遣思金神與你前往葦原中國，讓他輔佐你。」
於是邇邇藝命、思金神等二神，今祭於伊勢神宮內殿；登由宇氣神坐伊勢神宮外殿。天石戶別神又名櫛石窗神或豐石窗神，乃御門之神；手力男神則坐鎮在伊勢的佐那縣。

## 解說
自古以來，天石門別神便是天皇皇居四方之門的門神。

## 信仰
在日本，供奉天石門別神為主祭神的神社計有下述：
- 櫛岩窗神社（兵庫縣丹波篠山市）
- 天石立神社（奈良縣奈良市柳生町）
- 天岩門別神社（岡山縣美作市）
- 大祭天石門彥神社（島根縣濱田市相生町）

## 內部連結
- 天照大神

## 外部連結
- （日語）天石門別神（页面存档备份，存于）